# Northern Ireland Trophy
Northern Ireland Trophy – profesjonalny, rankingowy turniej snookerowy. Pierwszy raz został rozegrany w sezonie 2005/06, jednak wtedy wzięło w nim udział jedynie 20 zaproszonych graczy. Od sezonu 2006/07 jest normalnym turniejem rankingowym.
Jest to pierwszy w historii turniej rozgrywany w Irlandii Północnej. Obecnie jest rozgrywany w Waterfront Hall w Belfaście, na początku listopada, jako trzeci z kolei turniej rankingowy w sezonie. Suma nagród w 2006 r. wyniosła 200 500 funtów, z czego zwycięzca otrzymał 30 000.
W 2006 roku, w półfinale Ronnie O’Sullivan pokonał Dominica Dale’a 6-0 w czasie niecałych 53 minut. Tym samym był to najkrótszy mecz do sześciu wygranych frame’ów w historii snookera
W 2007 roku, w meczu o ćwierćfinał Ronnie O’Sullivan pokonał Allistera Cartera 5-2, wbijając w każdym wygranym przez siebie frejmie breaka powyżej 100 punktów, w tym breaka maksymalnego. Było to pierwsze 147 punktów wbite w historii tego turnieju.
Po 4 latach rozgrywek Northern Ireland Trophy nie znalazł się w kalendarzu na sezon 2009/2010, z powodu braku sponsora.

## Zwycięzcy
| Rok                                      | Zwycięzca                                | Przeciwnik                               | Wynik                                    | Sezon                                    | Przypis |
| Northern Ireland Classic (nierankingowy) | Northern Ireland Classic (nierankingowy) | Northern Ireland Classic (nierankingowy) | Northern Ireland Classic (nierankingowy) | Northern Ireland Classic (nierankingowy) |         |
| ---------------------------------------- | ---------------------------------------- | ---------------------------------------- | ---------------------------------------- | ---------------------------------------- | ------- |
| 1981                                     | Jimmy White                              | Steve Davis                              | 11 - 9                                   | 1981/82                                  |         |
| Northern Ireland Trophy (nierankingowy)  |                                          |                                          |                                          |                                          |         |
| 2005                                     | Matthew Stevens                          | Stephen Hendry                           | 9 - 7                                    | 2005/06                                  | [ 1 ]   |
| Northern Ireland Trophy (rankingowy)     |                                          |                                          |                                          |                                          |         |
| 2006                                     | Ding Junhui                              | Ronnie O’Sullivan                        | 9 - 6                                    | 2006/07                                  | [ 2 ]   |
| 2007                                     | Stephen Maguire                          | Fergal O’Brien                           | 9 - 5                                    | 2007/08                                  | [ 3 ]   |
| 2008                                     | Ronnie O’Sullivan                        | Dave Harold                              | 9 - 3                                    | 2008/09                                  | [ 4 ]   |